# Joseph Aspdin
Joseph Aspdin (né en décembre (?) 1778 à Leeds, dans le quartier de Hunslet - 20 mars 1855 à Wakefield) était un inventeur britannique.

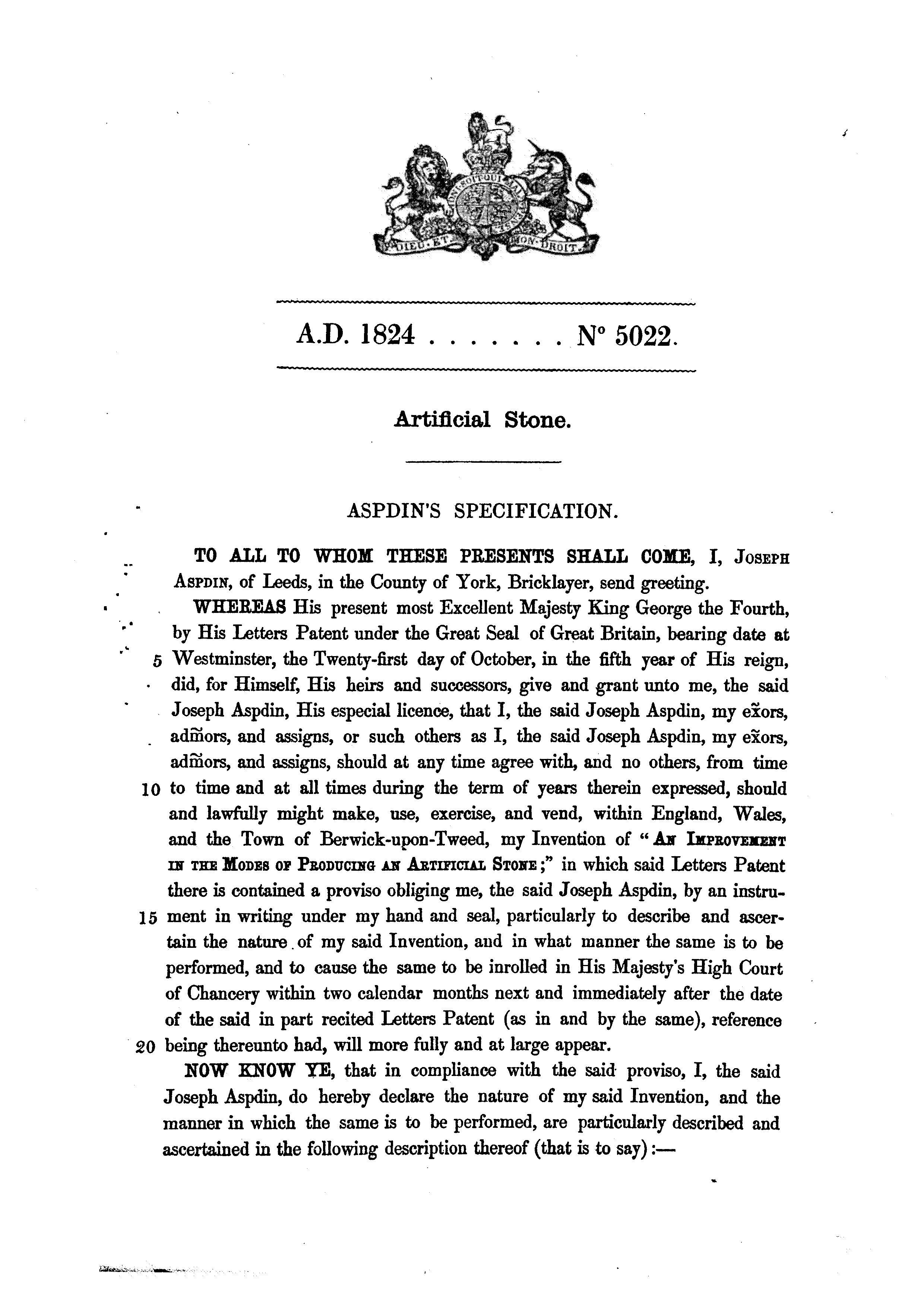
Le brevet déposé par Joseph Aspdin en 1824 (1re page).

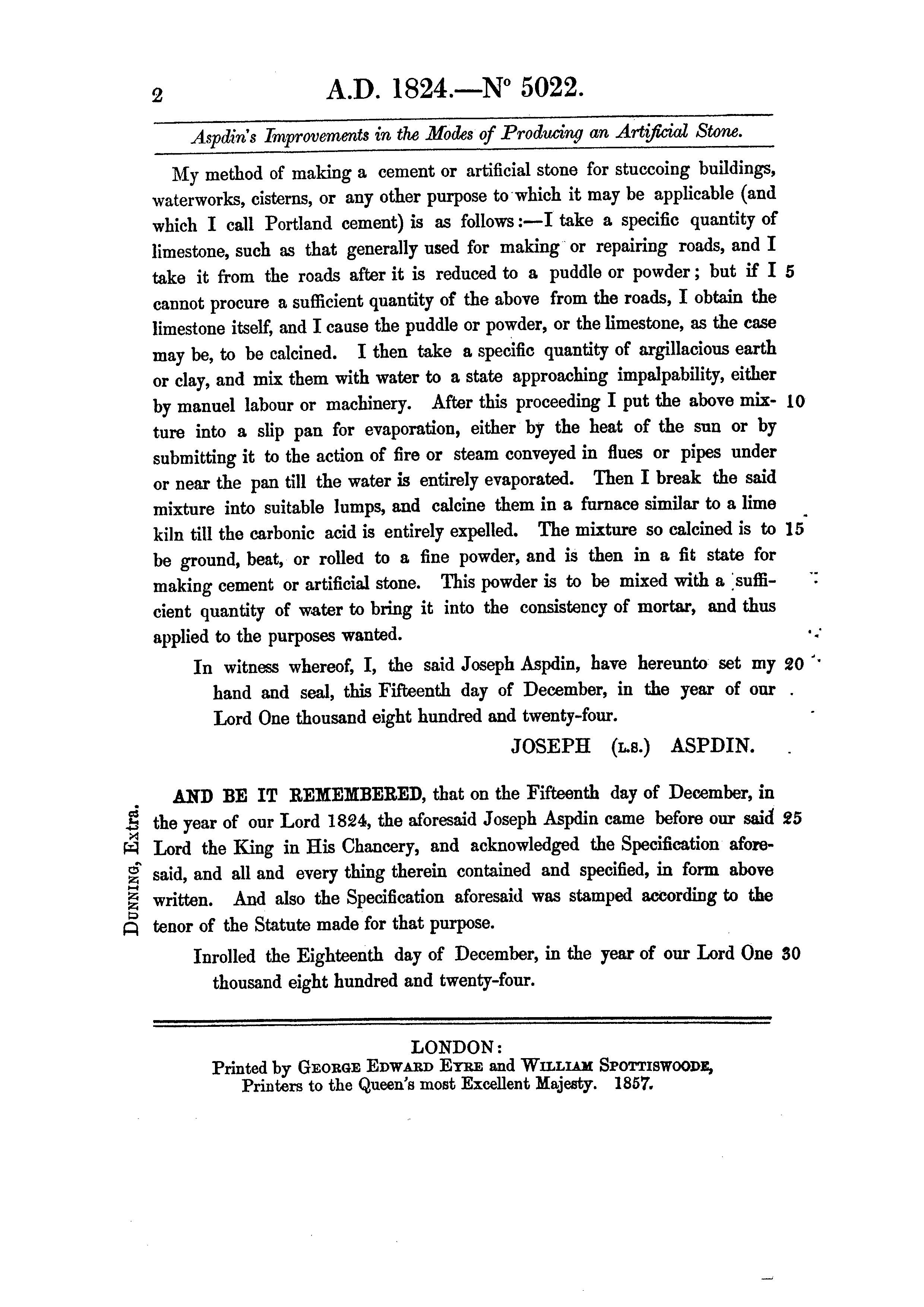
Le brevet déposé par Joseph Aspdin en 1824 (2e page).

## Biographie
Joseph Aspdin est tout d'abord un briquetier de Leeds.
En 1824, il dépose le brevet d'un ciment, qui est en réalité un ciment prompt naturel, alors appelé ciments romains (roman ciment) en Angleterre et parfois chaux éminemment hydraulique en France, qu'il appelle « ciment Portland ». Le nom de Portland avait été choisi pour bénéficier de la réputation qu'avait la pierre de Portland, dont les carrières sont pourtant situées à plusieurs centaines de kilomètres de Leeds.
Le ciment Portland comme on l'entend aujourd'hui, un ciment artificiel lent, à cuisson à haute température (1 450 °C) a été inventé vers 1850, à partir des travaux sur le clinker, découvert en 1840 par Louis Vicat.
Plus tard, Joseph Aspdin dira qu'il avait découvert le principe du ciment Portland dès 1811 pour lui donner une antériorité par rapport aux travaux de Louis Vicat, parus en 1818. 
N'ayant pas de connaissances en chimie, les termes du brevet décrivant le procédé de fabrication du ciment sont assez vagues, ce qui fait douter qu'Aspdin ait eu une bonne compréhension de ce qu'il avait découvert. Et les recherches sur les chaux hydrauliques et ciments naturels (appelés « roman cement » au Royaume-Uni) ne datent que de la fin du XVIIIe siècle.
C'est son fils, William Aspdin (en), qui va développer la fabrication du "ciment Portland" à Rotherithe (alors un faubourg industriel de Londres) à partir de 1838 : pour obtenir un ciment propre à faire du béton, il modifie le mélange, l'enrichit en craie et porte la calcination à une température plus élevée. William Aspdin va proposer à Marc Isambart Brunel d'utiliser le ciment Portland pour boucher les venues d'eau du premier tunnel sous la Tamise (1825 - 1843), pendant le terrassement à l'abri d'un bouclier, et en assurer l'étanchéité. Ce sera la première utilisation importante de son ciment Portland pour un ouvrage de génie civil, mais il s'agit de ciment prompt naturel, d'autant que cette utilisation hydraulique était le propre des ciments prompts naturels, dits ciments romains en Angleterre. En 1857, William Aspdin revend sa cimenterie et part s'établir à Altona et Lägerdorf où il crée les premières cimenteries du Hanovre. Il meurt à Itzehoe.